# Cephalophyllum ebracteatum
Cephalophyllum ebracteatum es una especie de planta suculenta perteneciente a la familia de las aizoáceas. Se encuentra en África.

## Descripción
Es una planta suculenta perennifolia  de pequeño tamaño que alcanza los 4 cm de altura. Se encuentra en Sudáfrica y Namibia a una altitud de hasta 400 metros.

## Taxonomía
Cephalophyllum ebracteatum fue descrita por (Haw.)  Schwantes, y publicado en Gartenflora 77: 69. 1928.
Etimología
Cephalophyllum: nombre genérico que deriva de las palabras griegas: cephalotes = "cabeza" y phyllo = "hoja".
ebracteatum: epíteto latino que significa "sin brácteas".
Sinonimia
- Mesembryanthemum ebracteatum Pax ex Schltr. & Diels (1907) basónimo
- Cephalophyllum ausense L.Bolus (1929)
- Cephalophyllum ernii L.Bolus (1929)
- Cephalophyllum laetulum L.Bolus (1960)
- Cephalophyllum namaquanum L.Bolus (1928)
- Cephalophyllum rangei (Engl.) L.Bolus ex H.Jacobsen
- Mesembryanthemum rangei Engl. (1909)